# Yelissa Montes Cruz
Yelissa Montes Cruz es una deportista dominicana que compitió en taekwondo. Ganó una medalla de bronce en el Campeonato Panamericano de Taekwondo de 2012 en la categoría de –57 kg.

## Palmarés internacional
| Campeonato Panamericano | Campeonato Panamericano | Campeonato Panamericano | Campeonato Panamericano |
| Año                     | Lugar                   | Medalla                 | Categoría               |
| ----------------------- | ----------------------- | ----------------------- | ----------------------- |
| 2012                    | Sucre (Bolivia)         | Medalla de bronce       | –57 kg                  |